# Лаврентьєв Іван Дементійович
Іва́н Деме́нтійович Лавре́нтьєв (1925—2010) — радянський військовик, учасник Другої світової війни, почесний громадянин Бердичева.

## Життєпис
Народився у селянській родині в селі Кабаєвка сучасного Сєвєрного району Оренбурзької області. Закінчив училище, відразу після якого пішов на фронт.
Брав участь у боях за Бердичів, форсував німецькі річки Одер та Нейсе, штурмував Берлін, воював за Прагу. По закінченні війни продовжив військову службу.
Демобілізувавшись, працював викладачем військової підготовки в школі.
Був одним із засновників ветеранського руху у Бердичеві, 1987 року увійшов до складу першої ради міської організації ветеранів. Протягом грудня 1999 — жовтня 2007 років виконував обов'язки голови міської ради ветеранів війни та праці. Займався роботою по формуванню ветеранських організацій Бердичева, брав активну участь у житті територіальної громади.
Помер 2010 року в Бердичеві, похований у військовому секторі міського кладовища.

### Вшанування
- почесний громадянин Бердичева (рішення міської ради від 2005 року № 606)